# Aeroporto de Wenzhou Yongqiang
O Aeroporto de Wenzhou Yongqiang  é o principal aeroporto a servir Wenzhou, uma cidade no sul de Chequião.
O aeroporto está localizado 24 km a sudeste da cidade. Em 2009, o Aeroporto de Whenzhou foi o 28º aeroporto na República Popular da China em termos de fluxo de passageiros.

## História
O aeroporto foi aberto a serviços civis em 12 de julho de 1990. O custo de construção foi de 132,5 milhões de Yuan e foi fundado pelo governo municipal de  Wenzhou.

## Instalações
O aeroporto pode operar com aeronaves do nível de Boeing 767 e Airbus A300. O terminal de passageiros tem uma área de 12.000 m².O pátio de manobras tem área de 73.000 m².

## Linhas Aéreas e Destinos

### Destinos domésticos
| Companhias                                       | Destinos |  |
| ------------------------------------------------ | --- |  |
| Air China                                        | Beijing-Capital, Changsha, Chengdu, Guangzhou, Kunming, Shanghai-Pudong                                              |  |
| China Eastern Airlines                           | Beijing-Capital, Chongqing, Guangzhou, Hong Kong, Nanjing, Shanghai-Hongqiao, Shanghai-Pudong, Wuhan, Xiamen, Xuzhou |  |
| China Express Airlines                           | Nanchang |  |
| China Southern Airlines                          | Dalian, Guangzhou, Hangzhou, Lanzhou, Qingdao, Quanzhou/Jinjiang, Shenyang, Wuhan, Xiamen                            |  |
| Grand China Express operado pela Hainan Airlines | Changsha, Hefei, Zhengzhou                                                                                           |  |
| Hainan Airlines                                  | Beijing-Capital, Guangzhou, Haikou, Wuhan                                                                            |  |
| Juneyao Airlines                                 | Shanghai-Hongqiao, Shanghai-Pudong                                                                                   |  |
| Lucky Air                                        | Kunming |  |
| Northeast Airlines                               | Linyi |  |
| Shandong Airlines                                | Jinan, Shenzhen |  |
| Shanghai Airlines                                | Guangzhou, Qingdao, Shanghai-Hongqiao, Wanzhou                                                                       |  |
| Shenzhen Airlines                                | Sanya, Shenyang, Shenzhen                                                                                            |  |
| Sichuan Airlines                                 | Chengdu, Chongqing, Guiyang                                                                                          |  |
| Spring Airlines                                  | Shanghai-Hongqiao |  |